# Mantas Ignatavičius
Mantas Ignatavičius (* 12. Dezember 1978 in Pasvalys) ist ein ehemaliger litauischer Basketballspieler.

## Werdegang
Ignatavičius spielte ab 1995 in der höchsten litauischen Liga, LKL. 1996 nahm er an der Junioren-Europameisterschaft und 1998 an der U22-EM teil.
Von 1998 bis 2002 studierte er in den Vereinigten Staaten an der High Point University. Er bestritt für die Basketball-Mannschaft der Hochschule zwischen 1999 und 2002 75 Spiele (7,5 Punkte, 4,1 Rebounds, 2,5 Korbvorlagen im Schnitt).
Nach der Rückkehr aus den Vereinigten Staaten spielte er wieder in der LKL in seinem Heimatland und wechselte im Januar 2003 zu CAB Madeira nach Portugal. In der Saison 2003/04 stand er erst in Russland bei BK Spartak Sankt Petersburg unter Vertrag, im Januar 2004 nahm Ignatavičius ein Angebot aus der Ukraine an. Im Januar 2005 wurde der Litauer vom deutschen Bundesligisten Schwelmer Baskets verpflichtet, nachdem er im vorherigen Saisonverlauf erst in Litauen, dann in der Ukraine gespielt hatte. Kurz nach seiner Ankunft in Schwelm, das gegen den Abstieg kämpfte, schlug er mit der Mannschaft Tabellenführer Köln. Zum Klassenerhalt reichte es nicht, Ignatavičius stand mit Schwelm am Ende der Saison 2004/05 auf dem letzten Platz der Bundesliga-Tabelle. In 14 Spielen, die er für Schwelm bestritt, erreichte der Litauer im Schnitt 8,1 Punkte. In der Saison 2005/06 war er Mitglied des polnischen Erstligisten Kotwica Kołobrzeg (10 Einsätze: 6,5 Punkte/Spiel).
Nach seiner Spielerlaufbahn war Ignatavičius Sportdirektor bei der Mannschaft Lietkabelis Panevėžys.